# Ruka
Ruka [ˈrukɑ] ist ein Wintersportzentrum im Norden Finnlands. Es befindet sich am 493 Meter hohen Fjell Rukatunturi (kurz auch Ruka) im Gebiet von Kuusamo. Auf den 28 Pisten von Ruka ist Wintersport bis Anfang Mai möglich.

## Wandern
Ruka ist Ausgangspunkt für viele Wanderungen in der malerischen Landschaft Nordfinnlands. Es ist ein Startpunkt für die Bärenrunde (Karhunkierros).

## Sport

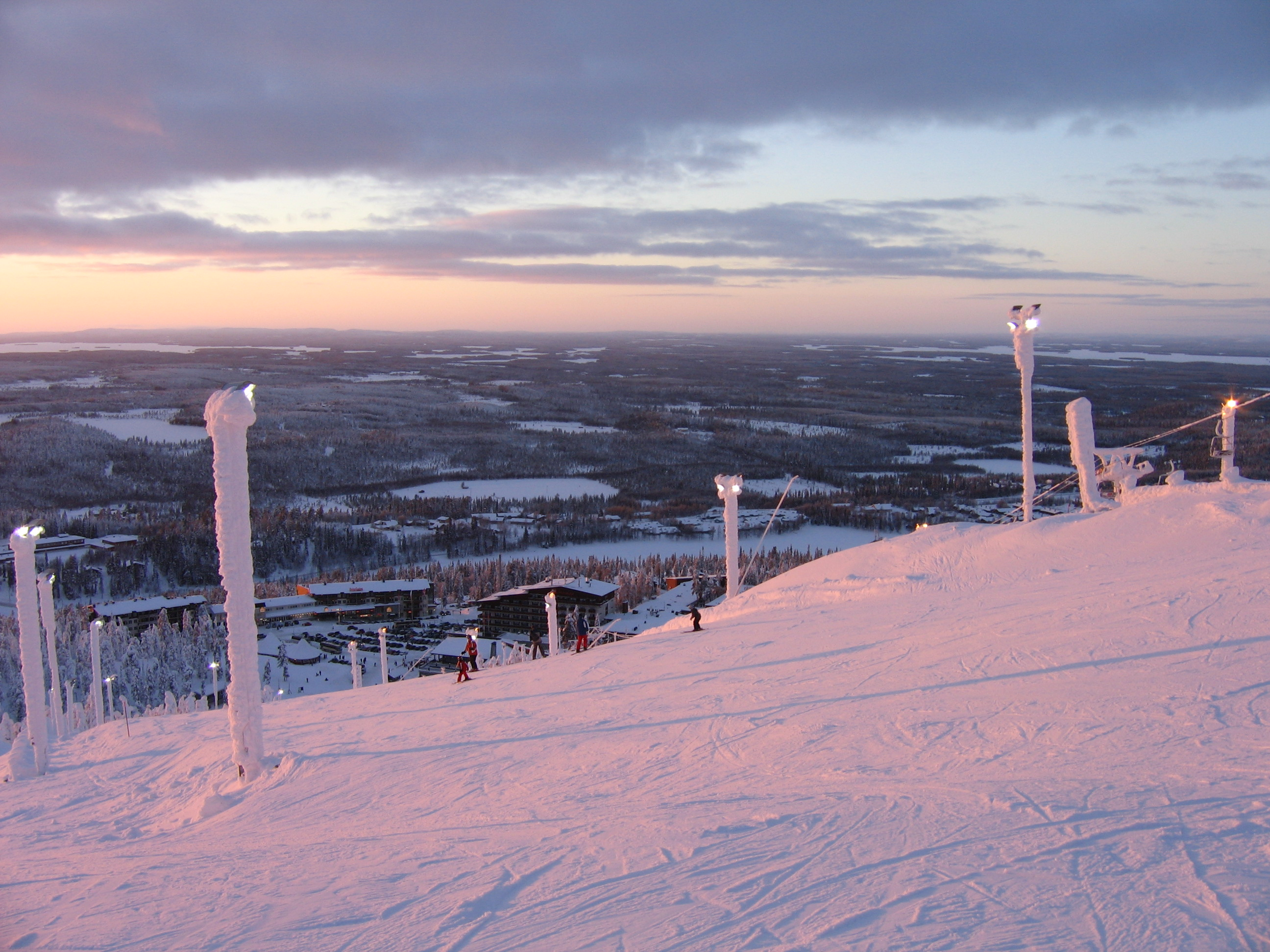
Skipiste in Ruka

Ruka ist Austragungsort mehrerer internationaler Wintersportwettkämpfe. Am Berg befindet sich ein Skisportstadion mit der Rukatunturi-Schanze (HS142) und einer kleineren K64-Skisprungschanze sowie beleuchteten Loipen und einer Biathlon-Anlage. Seit 2002 findet der Weltcup-Auftakt im Skilanglauf und in der Nordischen Kombination und ein Weltcup im Skispringen beim Ruka Nordic Opening Ende November bei einer gemeinsamen Veranstaltung in Kuusamo statt. 2006 verfolgten 16.000 Zuschauer die Wettkämpfe. 2005 fand in Ruka die Freestyle-Skiing-Weltmeisterschaft statt.